# 東北村田製作所
株式会社東北村田製作所（とうほくむらたせいさくしょ、英: Tohoku Murata Manufacturing Co., Ltd.）は、福島県郡山市に本社を置く電池メーカー。ソニーエナジー・デバイスの電池事業の一部を譲受し、2016年に設立された。

## 概要
ソニーは、1975年にユニオンカーバイドとの合弁企業であるソニーエバレディを設立して電池事業へ進出。1986年にユニオンカーバイドとの合弁を解消し、ソニー単独で電池事業を継続し、1991年には世界に先駆けてリチウムイオン二次電池を商品化した。
ソニーと村田製作所は2016年7月28日に、リチウムイオン二次電池・リチウムイオン蓄電池システム・マイクロ電池(法人向けリチウムコイン・酸化銀・アルカリボタン電池)事業、並びに関連する資産・人員をソニーエナジー・デバイスから村田製作所へ譲渡することで合意。同年10月31日に両社の間で、事業譲渡の契約を締結した。
2017年9月1日付でソニーエナジー・デバイスの会社分割を実施し、東北村田製作所の全株式を村田製作所へ譲渡した他、ソニーエナジー・デバイスは2016年12月9日付で設立された東北村田製作所へ、リチウムイオン二次電池・リチウムイオン蓄電池システム・マイクロ電池(法人向けリチウムコイン電池・酸化銀電池・アルカリボタン電池)事業、並びに関連する資産・人員を譲渡した。本社は同年8月31日までソニーエナジー・デバイスの本社が置かれていた福島県郡山市に置かれる。

## 事業所
- 本社・郡山事業所 - 福島県郡山市日和田町高倉字下杉下1-1
- 本宮工場 - 福島県本宮市本宮字樋ノ口2番地

## 沿革
- 2016年（平成28年）
  - 7月28日 - ソニーと村田製作所の間で、電池事業の一部を村田製作所へ譲渡することで合意。
  - 10月31日 - ソニーと村田製作所の間で、電池事業の一部を村田製作所へ譲渡する契約を締結。
  - 12月9日 - ソニーが電池事業の一部を譲受する新会社として、株式会社Mエナジー準備会社を設立。
  - 12月28日 - 株式会社Mエナジー準備会社の商号を、株式会社東北村田製作所へ商号変更[5]。
- 2017年（平成29年）
  - 9月1日 - ソニーエナジー・デバイスの会社分割を実施し、電池事業の一部をソニーエナジー・デバイスから譲受した同時に、東北村田製作所の全株式を村田製作所へ譲渡。
  - 12月 - ボタン電池の生産数が、ソニーエナジー・デバイス郡山事業所時代から通算100億個を突破[6]。
- 2020年（令和2年）6月 - 村田製作所が2021年（令和3年）5月に鹿沼工場（栃木県鹿沼市さつき町）での生産を終了し、2022年（令和4年）3月に当工場を閉鎖することを発表[7]。

## 製品
- リチウムイオン二次電池
- リチウムイオン・ポリマー二次電池
- 法人向け酸化銀電池
- 法人向けリチウムコイン電池